# Katarzyna Erykówna
Katarzyna Erykówna (ur. 1470, zm. 1526) – żona Henryka I, księcia brunszwicko-lüneburskiego i brunszwickiego na Wolfenbüttel, córka Eryka II, księcia wołogoskiego, słupskiego i szczecińskiego oraz Zofii.

## Rodzina
Katarzyna była wydana za mąż za Henryka I, syna Wilhelma II, księcia brunszwicko-lüneburskiego i brunszwickiego na Wolfenbüttel oraz Elżbiety, hrabianki Stolberg. Z małżeństwa pochodziło dziewięcioro dzieci, tj.
- Jan (ur. ?, zm. ?),
- Krzysztof (ur. 1487, zm. 22 stycznia 1558) – arcybiskup bremeński i biskup verdeński,
- Katarzyna (ur. 1488, zm. 29 czerwca 1563) – żona Magnusa I, księcia sasko–lauenburskiego,
- Henryk II Młodszy (ur. 10 listopada 1489, zm. 11 czerwca 1568) – książę brunszwicko-lüneburski i brunszwicki na Wolfenbüttel,
- Franciszek I (ur. 1492, zm. 25 listopada 1529) – biskup mindeński,
- Jerzy (ur. 22 listopada 1494, zm. 4 grudnia 1566) – arcybiskup bremeński i biskup verdeński,
- Eryk (ur. 1500, zm. 1553),
- Wilhelm (ur. przed 1514, zm. 1557) – komtur komandorii Mirow,
- Elżbieta (ur. przed 1514, zm. ?)[3].

### Genealogia
| Warcisław IX ur. 1395? lub w okr. 1395–1400 zm. 17 IV 1457 | Warcisław IX ur. 1395? lub w okr. 1395–1400 zm. 17 IV 1457 |                                                       |                                                       | Zofia ur. najwcz. 1374 zm. 1462 | Zofia ur. najwcz. 1374 zm. 1462 |  |  | Bogusław IX ur. najp. 1405 zm. 7 XII 1446 | Bogusław IX ur. najp. 1405 zm. 7 XII 1446 |                                     |                                     | Maria mazowiecka ur. najp. w okr. 1412–1415 zm. 18 II 1454 | Maria mazowiecka ur. najp. w okr. 1412–1415 zm. 18 II 1454 |
|                                                            |                                                            |                                                       |                                                       |                                 |                                 |  |  |                                           |                                           |                                     |                                     |                                                            |                                                            |
|                                                            |                                                            |                                                       |                                                       |                                 |                                 |  |  |                                           |                                           |                                     |                                     |                                                            |                                                            |
|                                                            |                                                            | Eryk II ur. w okr. 1418–1425 lub poźn. zm. 5 VII 1474 | Eryk II ur. w okr. 1418–1425 lub poźn. zm. 5 VII 1474 |                                 |                                 |  |  |                                           |                                           | Zofia ur. ok. 1434 zm. 24 VIII 1497 | Zofia ur. ok. 1434 zm. 24 VIII 1497 |                                                            |                                                            |
|                                                            |                                                            |                                                       |                                                       |                                 |                                 |  |  |                                           |                                           |                                     |                                     |                                                            |                                                            |
|                                                            |                                                            |                                                       |                                                       |                                 |                                 |  |  |                                           |                                           |                                     |                                     |                                                            |                                                            |
|                                                            |                                                            |                                                       |                                                       |                                 |                                 |  |  |                                           |                                           |                                     |                                     |                                                            |                                                            |

|                                     |                                     | Henryk I ur. 24 VI 1463 zm. 23 VI 1514 OO najp. VIII 1486 | Henryk I ur. 24 VI 1463 zm. 23 VI 1514 OO najp. VIII 1486 | Katarzyna Erykówna (ur. 1470, zm. 1526) | Katarzyna Erykówna (ur. 1470, zm. 1526) |                                                 |                                                 |                                      |                                      |
|                                     |                                     |                                                           |                                                           |                                         |                                         |                                                 |                                                 |                                      |                                      |
|                                     |                                     |                                                           |                                                           |                                         |                                         |                                                 |                                                 |                                      |                                      |
|                                     |                                     |                                                           |                                                           |                                         |                                         |                                                 |                                                 |                                      |                                      |
| Jan ur. ? zm. ?                     | Jan ur. ? zm. ?                     | Krzysztof ur. 1487 zm. 22 I 1558                          | Krzysztof ur. 1487 zm. 22 I 1558                          | Katarzyna ur. 1488 zm. 29 VI 1563       | Katarzyna ur. 1488 zm. 29 VI 1563       | Henryk II Młodszy ur. 10 XI 1489 zm. 11 VI 1568 | Henryk II Młodszy ur. 10 XI 1489 zm. 11 VI 1568 | Franciszek I ur. 1492 zm. 25 XI 1529 | Franciszek I ur. 1492 zm. 25 XI 1529 |
|                                     |                                     |                                                           |                                                           |                                         |                                         |                                                 |                                                 |                                      |                                      |
| Jerzy ur. 22 XI 1494 zm. 4 XII 1566 | Jerzy ur. 22 XI 1494 zm. 4 XII 1566 | Eryk ur. 1500 zm. 1553                                    | Eryk ur. 1500 zm. 1553                                    | Wilhelm ur. przed 1514 zm. 1557         | Wilhelm ur. przed 1514 zm. 1557         | Elżbieta ur. przed 1514 zm. ?                   | Elżbieta ur. przed 1514 zm. ?                   |                                      |                                      |

## Śmierć
Księżna Katarzyna zmarła w 1526. Została pochowana zapewne obok męża, w kościele kolegiackim Klarysek pw. św. Błażeja w Brunszwiku, w miejscu, w którym od XII wieku dokonywano pochówku przedstawicieli brunszwickich Welfów.

### Opracowania
- Edward Rymar, Rodowód książąt pomorskich, Szczecin: Książnica Pomorska im. Stanisława Staszica, 2005, ISBN 83-87879-50-9, OCLC 69296056. Brak numerów stron w książce
- Szymański J.W., Książęcy ród Gryfitów, Goleniów – Kielce 2006, ISBN 83-7273-224-8.

### Opracowania online
- Schmidt H., Heinrich der Ältere (niem.) [w:] NDB, ADB Deutsche Biographie (niem.), [dostęp 2012-01-21].